# Réginald Duprat
Réginald Duprat OP (* 28. August 1877 in Beauharnois, Québec; † 13. Februar 1954) war ein kanadischer Ordensgeistlicher und römisch-katholischer Bischof von Prince-Albert.

## Leben
Réginald Duprat trat der Ordensgemeinschaft der Dominikaner bei und empfing am 14. Februar 1904 das Sakrament der Priesterweihe.
Am 17. März 1938 ernannte ihn Papst Pius XI. zum Bischof von Prince-Albert. Der Erzbischof von Regina, Peter Joseph Monahan, spendete ihm am 31. Mai desselben Jahres die Bischofsweihe; Mitkonsekratoren waren der Bischof von Alexandria in Ontario, Félix Couturier OP, und der Bischof von Saskatoon, Gerald Murray CSsR.
Papst Pius XII. nahm am 29. Juni 1952 das von Réginald Duprat vorgebrachte Rücktrittsgesuch an und ernannte ihn zum Titularbischof von Tremithus.